# Langue (métadonnée)
Pour les articles homonymes, voir Langue (homonymie).
La langue (language en anglais) est un élément de métadonnée dans le standard Dublin Core ou dans d'autres descriptions de schémas XML (XSD).
Cet élément se définit par :
- dc:language pour un schema Dublin Core
- xsd:language en général dans un schema ID défini par xsd:id.

Il n'existe pas de traduction officielle du standard Dublin Core en français. Par conséquent, la définition donnée dans cet article est celle fournie par l'INRIA :

« Langage(s) du contenu intellectuel de la ressource. Si approprié, le contenu de ce champ devrait correspondre à la norme RFC 1766 [norme pour code de langue IETF]. Voir: http://ds.internic.net/rfc/rfc1766.txt, pour des exemples avec en, de, es, fi, fr, ja, th, et zh » »

L'attribut langue (lang) intervient également dans les deux principaux langages de balisage :
- HTML : attribut lang
- XML : attribut xml:lang.